# Bakarlak
Der Bakarlak (bulgarisch Бакърлък, auch Bakarlaka) ist ein Berg in der Hügelkette Meden rid im Strandscha-Gebirge, unweit des Schwarzen Meeres. Der Bakarlak ist mit seinen 362 m die höchste Erhebung in der Bucht von Burgas und im Meden rid. Bis 1942 trug die gesamte Hügelkette den Namen des höchsten Berges.
Auf dem Gipfel befinden sich ein Radio- und Fernsehsender sowie die Reste der Festung Kriwma. Die Festung und die anschließende Siedlung wurden zunächst vom thrakischen Stamm der Skirmiani bewohnt und später von Apollonia Pontica übernommen. In der Spätantike wuchs die Befestigungsanlage bis zu einer Fläche von 400 m² an. In der Nähe befanden sich mehrere Kupferbergwerke.
Der Gipfel ist am leichtesten von Westen aus erreichbar, vom Dorf Rossen führt ein gut gekennzeichneter Wanderpfad auf den Gipfel. Die östlichen Hänge sind steil und eignen sich zum Bergklettern.